# Sainte-Fauste
Sainte-Fauste est une commune française située dans le département de l'Indre, en région Centre-Val de Loire.

## Géographie

### Localisation
La commune est située dans l'est du département, dans la région naturelle de la Champagne berrichonne.
Les communes limitrophes sont : Neuvy-Pailloux (3 km), Diors (4 km), Thizay (6 km), Brives (6 km), Vouillon (6 km) et Mâron (6 km).
Les communes chefs-lieux et préfectorales sont : Ardentes (13 km), Issoudun (14 km), Châteauroux (14 km), La Châtre (32 km) et Le Blanc (66 km).

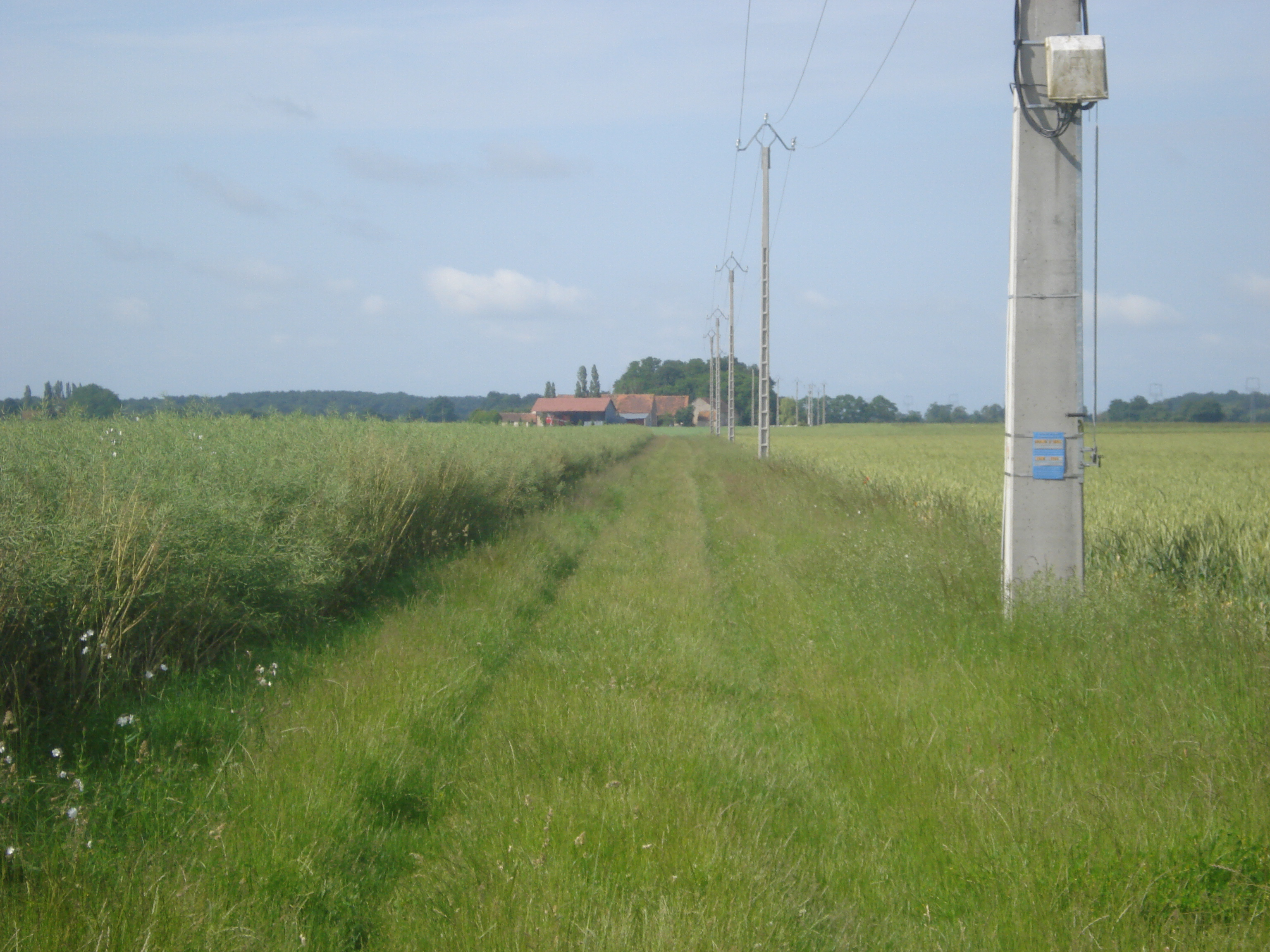
La Champagne berrichonne en 2008.

### Hameaux et lieux-dits
Les hameaux et lieux-dits de la commune sont : la Bideauderie, Ablenay et les Sarrays.

### Géologie et hydrographie
La commune est classée en zone de sismicité 2, correspondant à une sismicité faible. Elle est bordée au nord sur moins d'un kilomètre par la Vignole.

### Climat
Pour des articles plus généraux, voir Climat du Centre-Val de Loire et Climat de l'Indre.
En 2010, le climat de la commune est de type climat océanique dégradé des plaines du Centre et du Nord, selon une étude du CNRS s'appuyant sur une série de données couvrant la période 1971-2000. En 2020, Météo-France publie une typologie des climats de la France métropolitaine dans laquelle la commune est exposée à un climat océanique altéré et est dans une zone de transition entre les régions climatiques « Centre et contreforts nord du Massif Central » et « Ouest et nord-ouest du Massif Central ».
Pour la période 1971-2000, la température annuelle moyenne est de 11,3 °C, avec une amplitude thermique annuelle de 15,8 °C. Le cumul annuel moyen de précipitations est de 740 mm, avec 11,7 jours de précipitations en janvier et 6,9 jours en juillet. Pour la période 1991-2020, la température moyenne annuelle observée sur la station météorologique de Météo-France la plus proche, « Châteauroux Déols », sur la commune de Déols à 12 km à vol d'oiseau, est de 12,1 °C et le cumul annuel moyen de précipitations est de 728,6 mm,. Pour l'avenir, les paramètres climatiques de la commune estimés pour 2050 selon différents scénarios d'émission de gaz à effet de serre sont consultables sur un site dédié publié par Météo-France en novembre 2022.

### Voies de communication et transports
Le territoire communal est desservi par les routes départementales : 12, 12E et 925.
La gare ferroviaire la plus proche est la gare de Neuvy-Pailloux, à 3,5 km.
Sainte-Fauste est desservie par la ligne D du Réseau de mobilité interurbaine.
L'aéroport le plus proche est l'aéroport de Châteauroux-Centre, à 17 km.

## Urbanisme

### Typologie
Au 1er janvier 2024, Sainte-Fauste est catégorisée commune rurale à habitat dispersé, selon la nouvelle grille communale de densité à sept niveaux définie par l'Insee en 2022.
Elle est située hors unité urbaine. Par ailleurs la commune fait partie de l'aire d'attraction de Châteauroux, dont elle est une commune de la couronne,. Cette aire, qui regroupe 71 communes, est catégorisée dans les aires de 50 000 à moins de 200 000 habitants,.

### Occupation des sols
L'occupation des sols de la commune, telle qu'elle ressort de la base de données européenne d’occupation biophysique des sols Corine Land Cover (CLC), est marquée par l'importance des territoires agricoles (83,6 % en 2018), une proportion sensiblement équivalente à celle de 1990 (83,3 %). La répartition détaillée en 2018 est la suivante : 
terres arables (78,1 %), forêts (16,4 %), zones agricoles hétérogènes (4,9 %), prairies (0,6 %). L'évolution de l’occupation des sols de la commune et de ses infrastructures peut être observée sur les différentes représentations cartographiques du territoire : la carte de Cassini (XVIIIe siècle), la carte d'état-major (1820-1866) et les cartes ou photos aériennes de l'IGN pour la période actuelle (1950 à aujourd'hui).

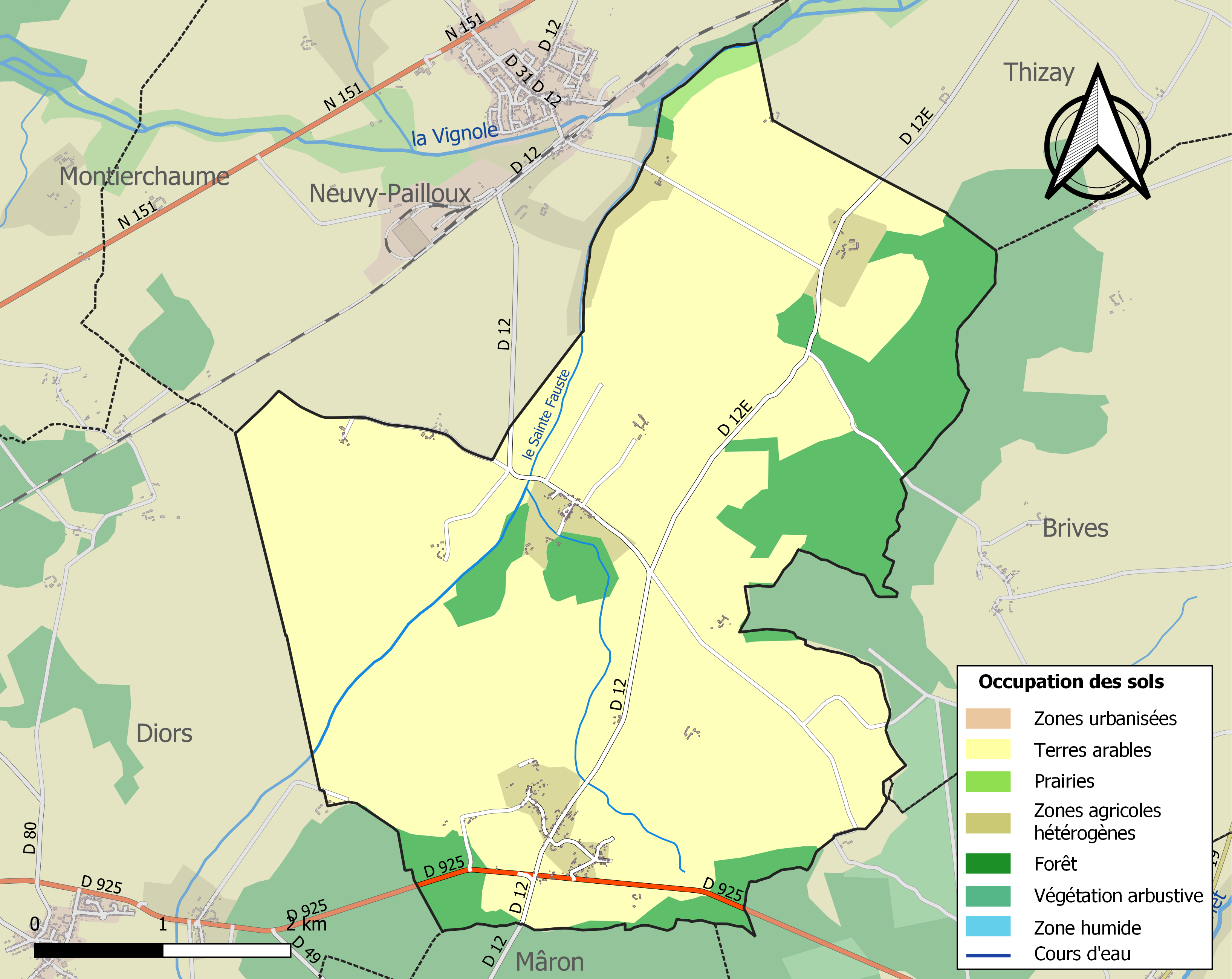
Carte des infrastructures et de l'occupation des sols de la commune en 2018 (CLC).

### Logement
Le tableau ci-dessous présente le détail du secteur des logements de la commune :
| Date du relevé                                              | 2013   |
| Nombre total de logements                                   | 137    |
| Résidences principales                                      | 83,8 % |
| Résidences secondaires                                      | 9,1 %  |
| Logements vacants                                           | 7 %    |
| Part des ménages propriétaires de leur résidence principale | 93,8 % |

### Risques majeurs
Le territoire de la commune de Sainte-Fauste est vulnérable à différents aléas naturels : météorologiques (tempête, orage, neige, grand froid, canicule ou sécheresse), feux de forêts et séisme (sismicité faible). Un site publié par le BRGM permet d'évaluer simplement et rapidement les risques d'un bien localisé soit par son adresse soit par le numéro de sa parcelle.
Pour anticiper une remontée des risques de feux de forêt et de végétation vers le nord de la France en lien avec le dérèglement climatique, les services de l’État en région Centre-Val de Loire (DREAL, DRAAF, DDT) avec les SDIS ont réalisé en 2021 un atlas régional du risque de feux de forêt, permettant d’améliorer la connaissance sur les massifs les plus exposés. La commune, étant pour partie dans le massif de Maron, est classée au niveau de risque 4, sur une échelle qui en comporte quatre (1 étant le niveau maximal).

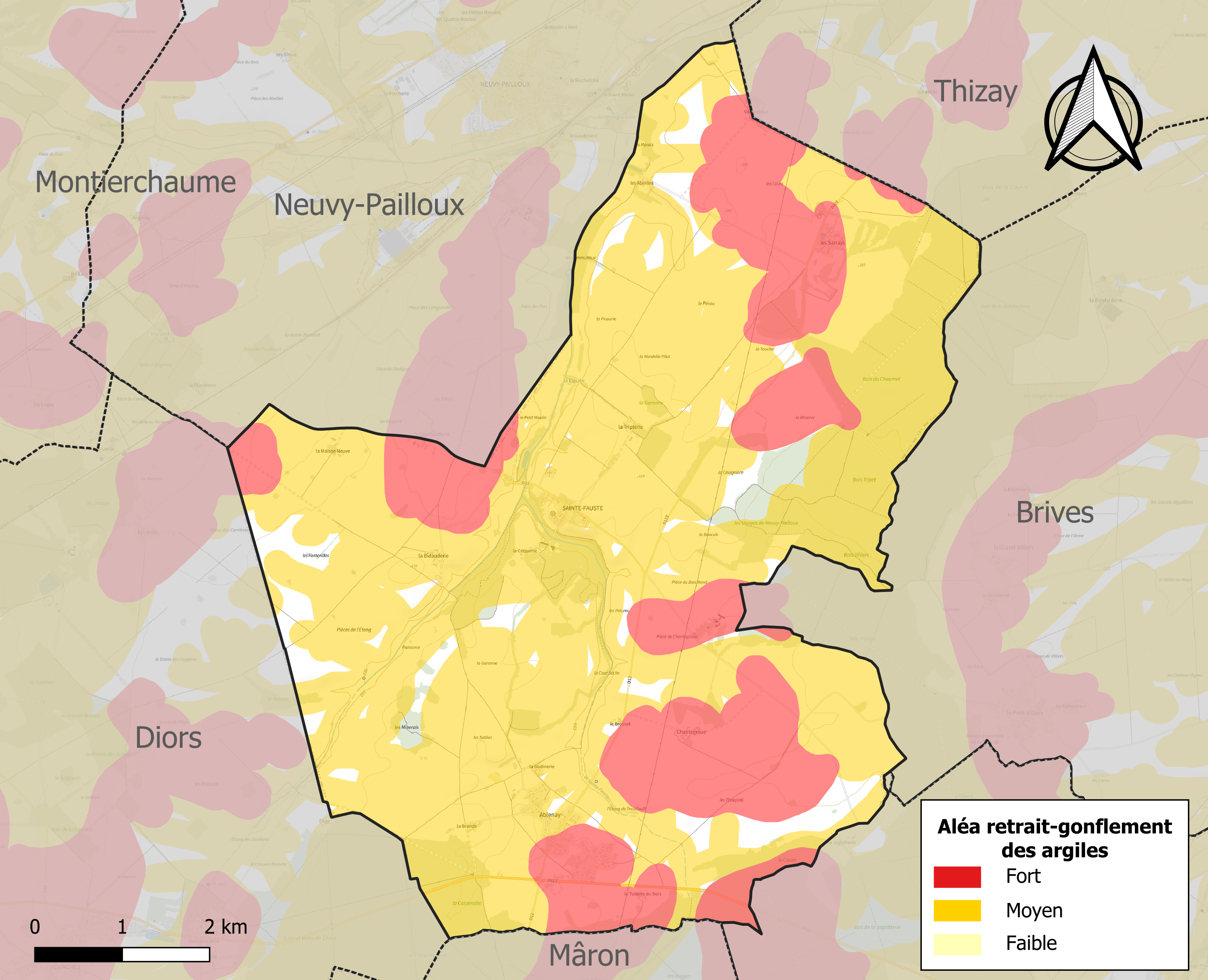
Carte des zones d'aléa retrait-gonflement des sols argileux de Sainte-Fauste.

Le retrait-gonflement des sols argileux est susceptible d'engendrer des dommages importants aux bâtiments en cas d’alternance de périodes de sécheresse et de pluie. 93,2 % de la superficie communale est en aléa moyen ou fort (84,7 % au niveau départemental et 48,5 % au niveau national). Sur les 145 bâtiments dénombrés sur la commune en 2019, 142 sont en aléa moyen ou fort, soit 98 %, à comparer aux 86 % au niveau départemental et 54 % au niveau national. Une cartographie de l'exposition du territoire national au retrait gonflement des sols argileux est disponible sur le site du BRGM,.
Concernant les mouvements de terrains, la commune a été reconnue en état de catastrophe naturelle au titre des dommages causés par la sécheresse en 2018 et 2019 et par des mouvements de terrain en 1999.

## Toponymie
Le nom de la commune fait référence à sainte Fauste, une martyre chrétienne du IVe siècle dont certaines reliques ont été transférées en Berry au XIIIe siècle.
Durant la Révolution française, pour suivre le décret de la Convention du 25 vendémiaire an II invitant les communes ayant des noms pouvant rappeler les souvenirs de la royauté, de la féodalité ou des superstitions, à les remplacer par d'autres dénominations, la commune change de nom pour La Ferté-les-Bois.
Ses habitants sont appelés les Faustéens.

## Histoire
Le secteur de Sainte-Fauste a été occupé par les hommes depuis la Préhistoire comme en témoigne la présence d'un tumulus (aux environs du lieu-dit la Bidauderie) dans lequel une urne funéraire a été découverte. Des outils en silex ont également été trouvés à proximité ainsi que trois enclos circulaires, peut-être des tumulus arasés. L'époque gallo-romains semble assez faste à Sainte-Fauste. On retrouve de nombreuses traces de cette époque.
Des cuves de sarcophages ou des urnes funéraires ont été déterrées au hasard des travaux agraires, aussi bien dans le secteur du Brossat que celui du Petit Moulin à la sortie de Sainte-Fauste en direction de Neuvy-Pailloux. Mais, c'est sur le secteur du Grand Bois (à proximité du lieu-dit la Godinerie) que l'activité humaine semble la plus concentrée. En effet, il existe les vestiges d'une villa gallo-romaine datant du IVe siècle. Ensuite, trois emplacements à tuile, trois pierres sculptées faisant partie d'un autel et trois pièces de monnaie datées du Ier siècle et IIe siècle font penser à l'existence probable d'un sanctuaire en ce lieu. Certains de ces vestiges sont aujourd'hui visibles au musée d'Argentomagus ; enfin, il est pratiquement sûr que l'exploitation du minerai de fer (extraction et fonte) existait déjà à l'époque gallo-romaine dans le secteur du Grand Bois. Cette exploitation s'est poursuivie jusqu'au XIXe siècle.
Peu à peu, de grandes propriétés agricoles, souvent héritées de la période gallo-romaine, vont se développer. C'est l'époque de grands défrichages dans la région afin de gagner de la place pour une population croissante et pour les cultures. Il y avait, aux Sarrays, une abbaye. Les moines ont joué un rôle très important pour notre l'agriculture en asséchant, au fil des siècles, des terres marécageuses pour y produire des cultures. Les propriétaires des domaines agricoles donnent souvent leur nom au lieu-dit (la Bidauderie, la Tripterie, la Godinerie…). Ces exploitations ont besoin d'une importante main d'œuvre : les journaliers et ouvriers se regroupent dans les villages, créant un habitat très concentré. Il s'agit généralement de petites maisons avec un petit jardin à l'arrière comme en témoigne encore aujourd'hui la rue du Château à Sainte-Fauste. L'agriculture de l'époque est loin d'être centrée sur les céréales : des animaux paissent sur ces terres et notamment de nombreux moutons.
La communauté de Sainte-Fauste est en crise démographique au début du XVIIIe siècle, puisqu’elle passe de 47 feux en 1709 à 42 en 1726. L’hiver de 1709-1710 notamment cause de nombreuses pertes, ainsi que la grande canicule de 1719 (qui tua beaucoup par dysenterie).
La commune fut rattachée de 1973 à 2015 au canton d'Issoudun-Sud.

## Politique et administration
La commune dépend de l'arrondissement d'Issoudun, du canton d'Ardentes, de la deuxième circonscription de l'Indre et de la communauté de communes Champagne Boischauts.
| Période                                  | Période   | Identité                      | Étiquette | Qualité                  |
| ---------------------------------------- | --------- | ----------------------------- | --------- | ------------------------ |
| 1890                                     | 1926      | Raoul Léopold Patureau-Mirand | ?         | Avocat ancien bâtonnier  |
| 1926                                     | 1942      | Alfred Feuillet               | ?         | Agriculteur              |
| 1942                                     | 1944      | Albert Petit                  | ?         | ?                        |
| 1944                                     | mai 1945  | André Dubois                  | ?         | ?                        |
| mai 1945                                 | 1952      | Armand Beaumont               |           | ?                        |
| 1952                                     | mai 1953  | Maurice Boucault              | ?         | Agriculteur              |
| mai 1953                                 | mars 1959 | Alfred Feuillet               | ?         | Agriculteur              |
| mars 1959                                | mars 1971 | André Lacan                   | ?         | Avocat                   |
| mars 1971                                | mars 2001 | François Gerbier              | ?         | Agriculteur              |
| mars 2001,                               | En cours  | Jean-Marc Brunaud             | DVD       | Responsable informatique |
| Les données manquantes sont à compléter. |           |                               |           |                          |

## Population et société

### Démographie
L'évolution du nombre d'habitants est connue à travers les recensements de la population effectués dans la commune depuis 1793. Pour les communes de moins de 10 000 habitants, une enquête de recensement portant sur toute la population est réalisée tous les cinq ans, les populations de référence des années intermédiaires étant quant à elles estimées par interpolation ou extrapolation. Pour la commune, le premier recensement exhaustif entrant dans le cadre du nouveau dispositif a été réalisé en 2004.

En 2022, la commune comptait 260 habitants, en évolution de −5,8 % par rapport à 2016 (Indre : −3 %, France hors Mayotte : +2,11 %).
| 1793 | 1800 | 1806 | 1821 | 1831 | 1836 | 1841 | 1846 | 1851 |
| ---- | ---- | ---- | ---- | ---- | ---- | ---- | ---- | ---- |
| 385  | 396  | 408  | 483  | 504  | 473  | 463  | 449  | 475  |

| 1856 | 1861 | 1866 | 1872 | 1876 | 1881 | 1886 | 1891 | 1896 |
| ---- | ---- | ---- | ---- | ---- | ---- | ---- | ---- | ---- |
| 482  | 467  | 460  | 467  | 442  | 483  | 484  | 500  | 445  |

| 1901 | 1906 | 1911 | 1921 | 1926 | 1931 | 1936 | 1946 | 1954 |
| ---- | ---- | ---- | ---- | ---- | ---- | ---- | ---- | ---- |
| 427  | 448  | 439  | 461  | 438  | 371  | 330  | 325  | 332  |

| 1962 | 1968 | 1975 | 1982 | 1990 | 1999 | 2004 | 2006 | 2009 |
| ---- | ---- | ---- | ---- | ---- | ---- | ---- | ---- | ---- |
| 299  | 256  | 218  | 230  | 229  | 254  | 261  | 258  | 293  |

| 2014 | 2019 | 2022 | - | - | - | - | - | - |
| ---- | ---- | ---- | - | - | - | - | - | - |
| 278  | 270  | 260  | - | - | - | - | - | - |

### Enseignement
La commune ne possède pas de lieu d'enseignement.

### Médias
La commune est couverte par les médias suivants : La Nouvelle République du Centre-Ouest, Le Berry républicain, L'Écho - La Marseillaise, La Bouinotte, Le Petit Berrichon, France 3 Centre-Val de Loire, Berry Issoudun Première, Vibration, Forum, France Bleu Berry et RCF en Berry.

## Économie
La commune se situe dans l’aire urbaine de Châteauroux, dans la zone d’emploi de Châteauroux et dans le bassin de vie d'Issoudun.
La commune se trouve dans l'aire géographique et dans la zone de production du lait, de fabrication et d'affinage du fromage Valençay.
La culture de la lentille verte du Berry est présente dans la commune.
Autrefois elle eut une importance non négligeable, par l'extraction du minerai de fer, qui était utilisé au XVIIIe siècle, par les forges de Clavières toutes proches, mais cette activité disparue avec la fermeture des forges en 1874.

## Culture locale et patrimoine

### Lieux et monuments
- Château de la Ferté
- Château de la Tremblaire
- Église Sainte-Fauste à simple nef reconstruite en 1878.
- Monument aux morts